# Амшарик
Амшарик — река на полуострове Камчатка в России. Протекает по территории Мильковского района Камчатского края. Длина реки — 14 км.
Начинается в маленьком озере Синезич к западу от районного центра Мильково. Течёт на запад, оставляя по правому берегу урочища Тундра Первая и Тундра Вторая. Огибает Мильково с севера и востока. Впадает в реку Камчатка (протока Антоновка) слева на расстоянии 569 км от устья.
В 1760 году на берегу реки было открыто месторождение железных руд, в селе Мильково был построен железоплавильный завод, просуществовавший около 20 лет.
По данным государственного водного реестра России относится к Анадыро-Колымскому бассейновому округу.
Код водного объекта — 19070000112120000013307.